# YIG-Filter
Ein YIG-Filter ist ein einstellbares elektrisches Filter für Mikrowellen mit einem hohen Gütefaktor und ein über mehrere Oktaven einstellbarer schmalbandiger Bandpass. Er wird in Spektrumanalysatoren, als Phasenschieber oder als Resonator eines verstellbaren Oszillators eingesetzt.

## Aufbau und Funktion

Schematischer Aufbau eines YIG-Filters

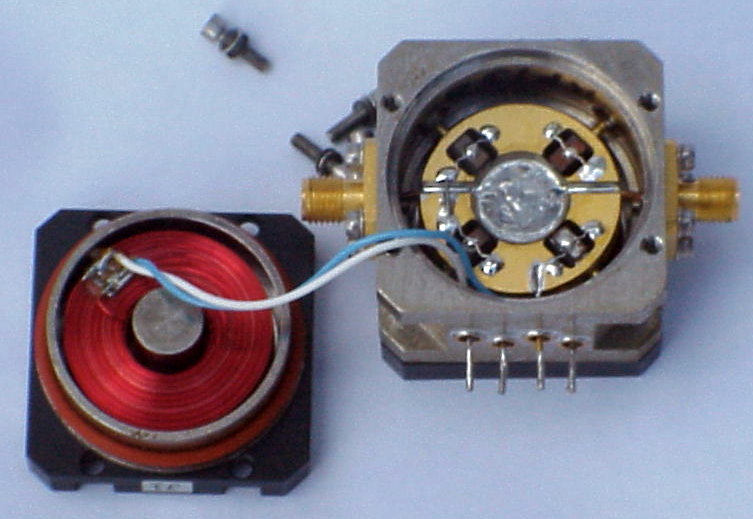
Teilweise geöffneter YIG-Filter. Links im abgenommenen Deckel die Spule zur magnetischen Steuerung.

Das Filter besteht in seinem grundlegenden Aufbau aus einer ca. 0,5 mm großen polierten einkristallinen Kugel aus dem namensgebenden ferrimagnetischen Werkstoff Yttrium-Eisen-Granat (YIG), welcher von zwei gegeneinander um 90° gedrehten Streifenleitungen in Bogenform umgeben ist.
In nebenstehender vereinfachter Skizze ist die YIG-Kugel in rot dargestellt, die Streifenleitungen verlaufen über bzw. unter der Kugel. Von den beiden Streifenleitungen  – jede stellt durch den Kreisbogen eine halbe Windung dar – dient eine Leitung als Signaleingang, die zweite Leitung als Signalausgang für das Filter. Aufgrund des orthogonalen Aufbaues kann nur dann Mikrowellenenergie von der einen auf die zweite Leitung gelangen, wenn die Orthogonalität des magnetischen Wechselfeldes gestört ist. Das geschieht durch die Präzessionsbewegung der Elektronenspins des ferrimagnetischen YIG-Einkristalles. Die Präzessionsfrequenz wird sehr genau durch ein externes statisches Magnetfeld bestimmt. Dazu befindet sich in unmittelbarer Nähe der YIG-Kugel ein in der Skizze nicht dargestellter Elektromagnet in Form einer elektrischen Spule, die von Gleichstrom durchflossen wird. Der Einstellbereich der Mittenfrequenz des Filters reicht beispielsweise von  1,8 GHz bis 6 GHz.
Da der YIG-Filter auf Temperaturänderungen empfindlich reagiert, wird die komplette Anordnung im Betrieb beheizt und über einen Regler auf einer konstanten Betriebstemperatur von beispielsweise 85 °C gehalten.
Im praktischen Aufbau wird die Kugel aus Yttrium-Eisen-Granat von einer dielektrischen Halterung im Zentrum der beiden Leiterbögen gehalten. Zur guten Wärmeleitung besteht sie zum Beispiel aus Berylliumoxid-Keramik.
Der Magnetfluss kann auch durch einen Dauermagneten erzeugt werden. Auch bei elektrischer Erregung kann das Magnetfeld nur relativ langsam geändert werden. Grund ist die Induktivität der Magnetspule und der Werkstoff des magnetischen Joches. Zur schnelleren Steuerbarkeit kann daher eine zweite Spule dienen, die nur einen kleinen Hub der magnetischen Flussdichte bewirkt.
Mehrere YIG-Filter können bei Bedarf schaltungstechnisch in Reihe oder parallel verschaltet werden.
Eine schaltungstechnische Variation stellt der YIG-Resonator dar, in dem ein einstellbarer YIG-Filter Teil eines Oszillators ist, um so eine einstellbare Oszillatorfrequenz zu erzeugen.